# Thyana sumptuosa
Thyana sumptuosa is een vlinder uit de familie van de tandvlinders (Notodontidae). De wetenschappelijke naam van de soort is voor het eerst geldig gepubliceerd in 1923 door Paul Dognin. Het is de typesoort van het geslacht Thyana dat Dognin in dezelfde publicatie beschreef. De soort komt voor in Zuid-Amerika, in het Amazonegebied en Bolivia.